# 张国君
张国君，厦门大学医学院教授，中国教育部长江学者特聘教授，长期致力于乳腺癌的基础研究和临床转化研究。

## 生平
张国君1990年毕业于中国医科大学，获得医学博士学位；1987年毕业于中国医科大学，获得医学学士学位；1995年获得日本福岛县立医科大学外科学博士学位。2008至2017年，担任汕头大学医学院附属肿瘤医院院长，2017年起，担任厦门大学附属翔安医院执行院长。